# Porcellanasteridae
Famille
Synonymes
Porcellanasterinae Sladen, 1883
Les Porcellanasteridae constituent une famille d'étoiles de mer abyssales de l'ordre des Paxillosida.

## Caractéristiques
Ce sont de petites étoiles au disque pentagonal d'où rayonnent 5 bras courts et de section presque ronde. Cette famille d'étoiles de mer abyssales contient les espèces trouvées le plus profond, jusqu'à entre 4 000 et 8 000 m de profondeur.

## Taxinomie
Liste des genres selon World Register of Marine Species (11 avril 2014) :
- genre Abyssaster Madsen, 1961 -- 3 espèces
- genre Benthogenia Fisher, 1911 -- 2 espèces
- genre Damnaster H.E.S. Clark & McKnight, 1994 -- 1 espèce
- genre Eremicaster Fisher, 1905 -- 3 espèces
- genre Hyphalaster Sladen, 1883 -- 3 espèces
- genre Lethmaster Belyaev, 1969 -- 1 espèce
- genre Lysaster Bell, 1909 -- 1 espèce
- genre Porcellanaster Wyville Thomson, 1877 -- 2 espèces
- genre Sidonaster Koehler, 1909 -- 1 espèce
- genre Styracaster Sladen, 1883 -- 12 espèces
- genre Thoracaster Sladen, 1883 -- 1 espèce
- genre Vitjazaster Belyaev, 1969 -- 1 espèce

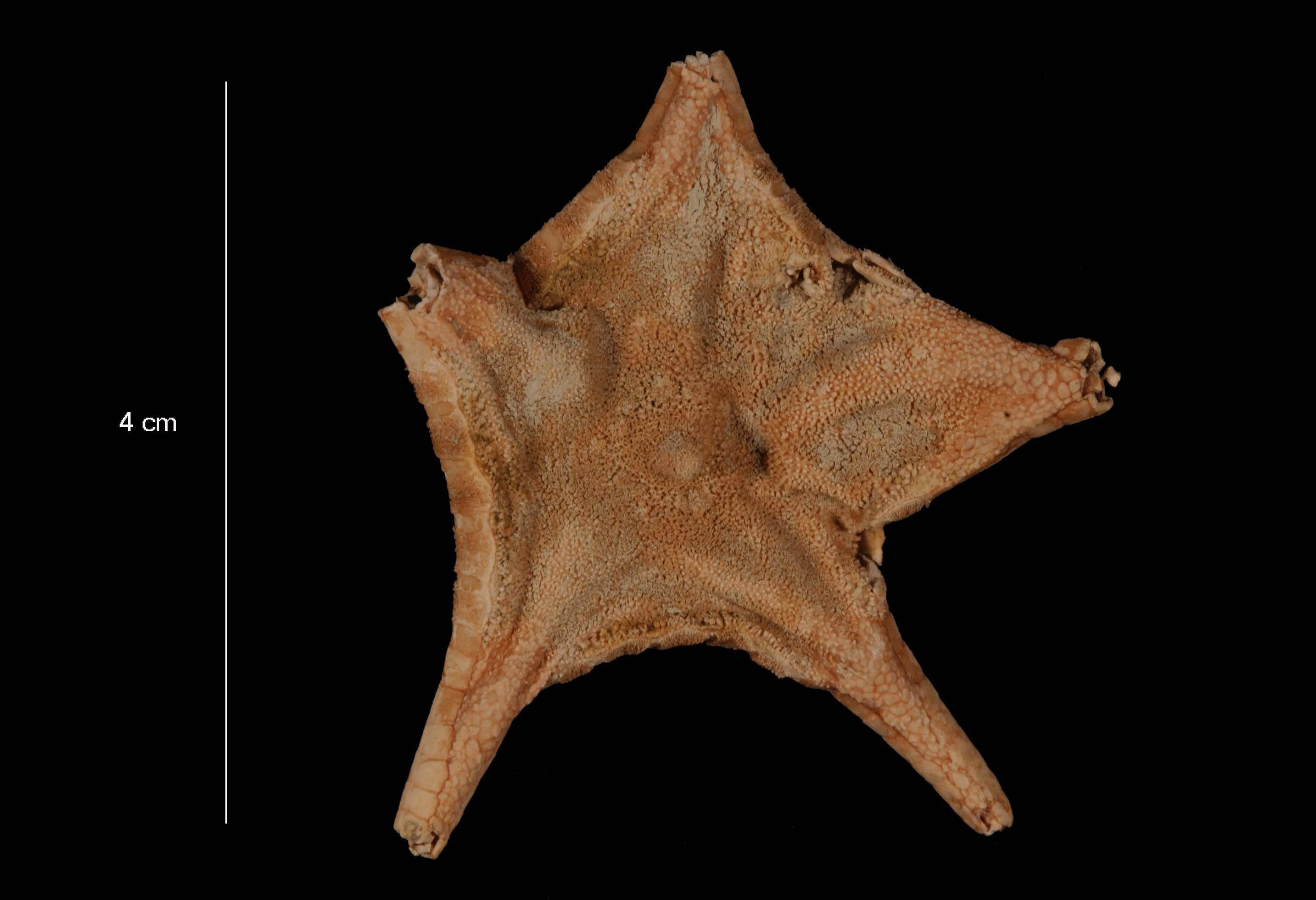
Abyssaster diadematus (USNM)
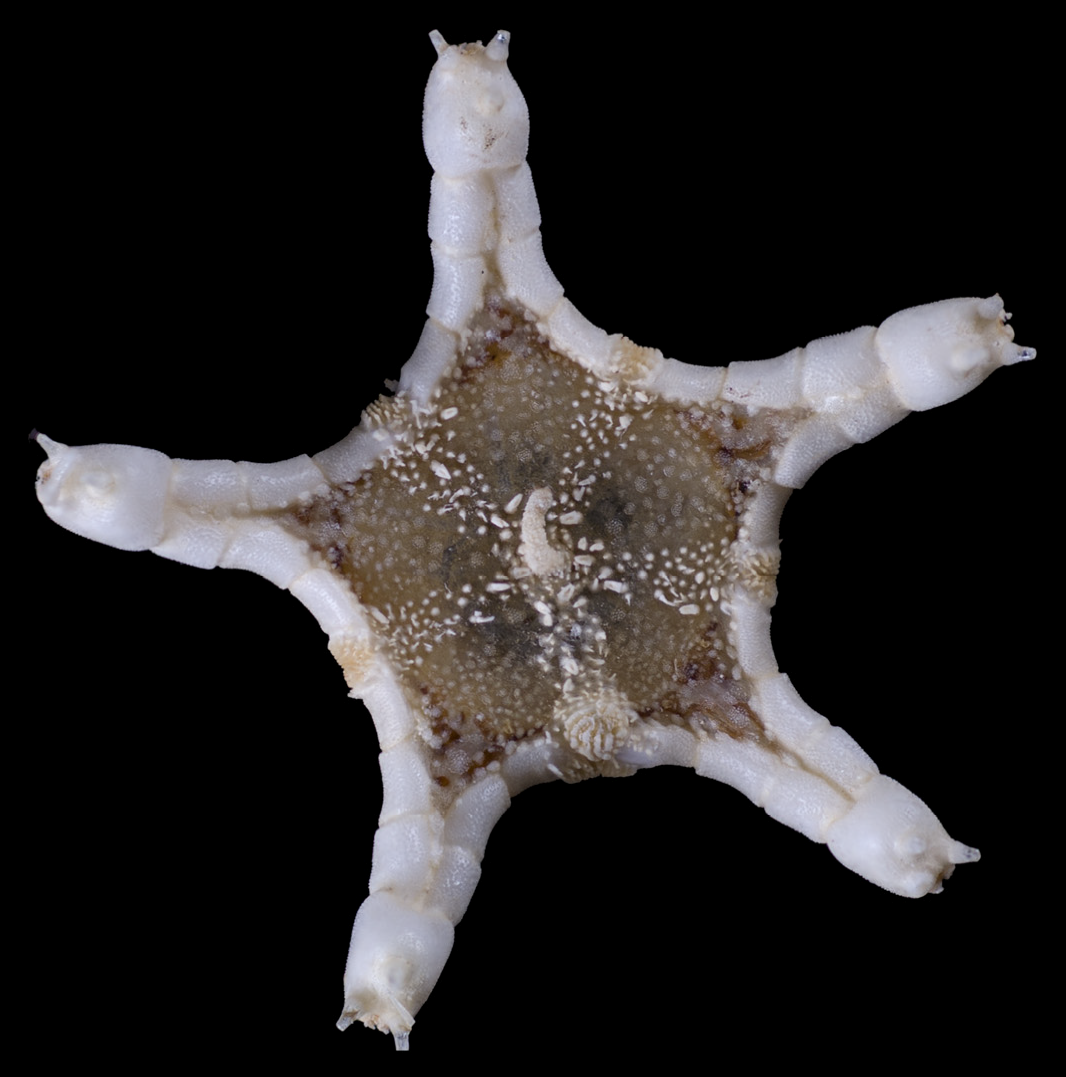
Caulaster pedunculatus
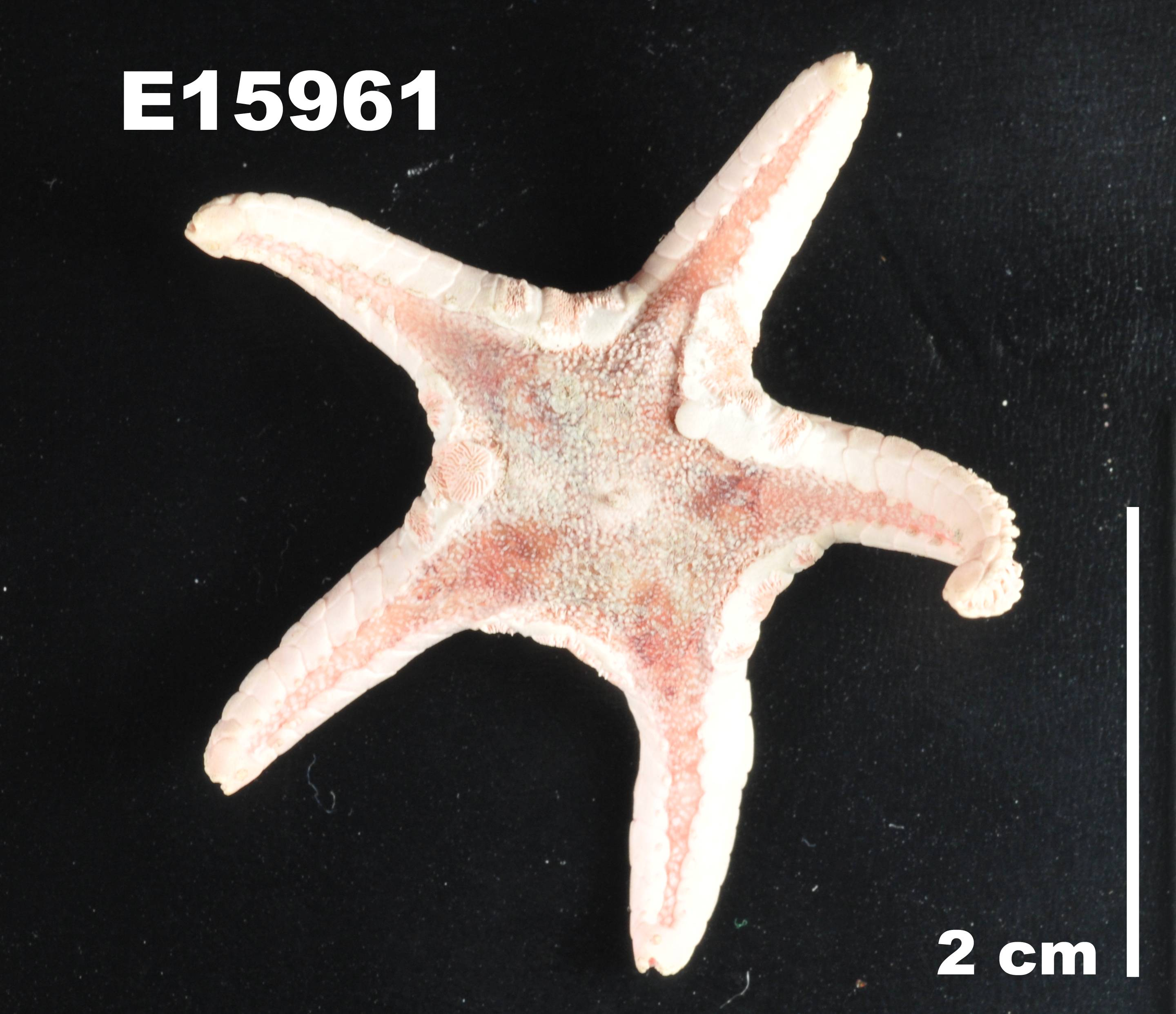
Eremicaster crassus (USNM)
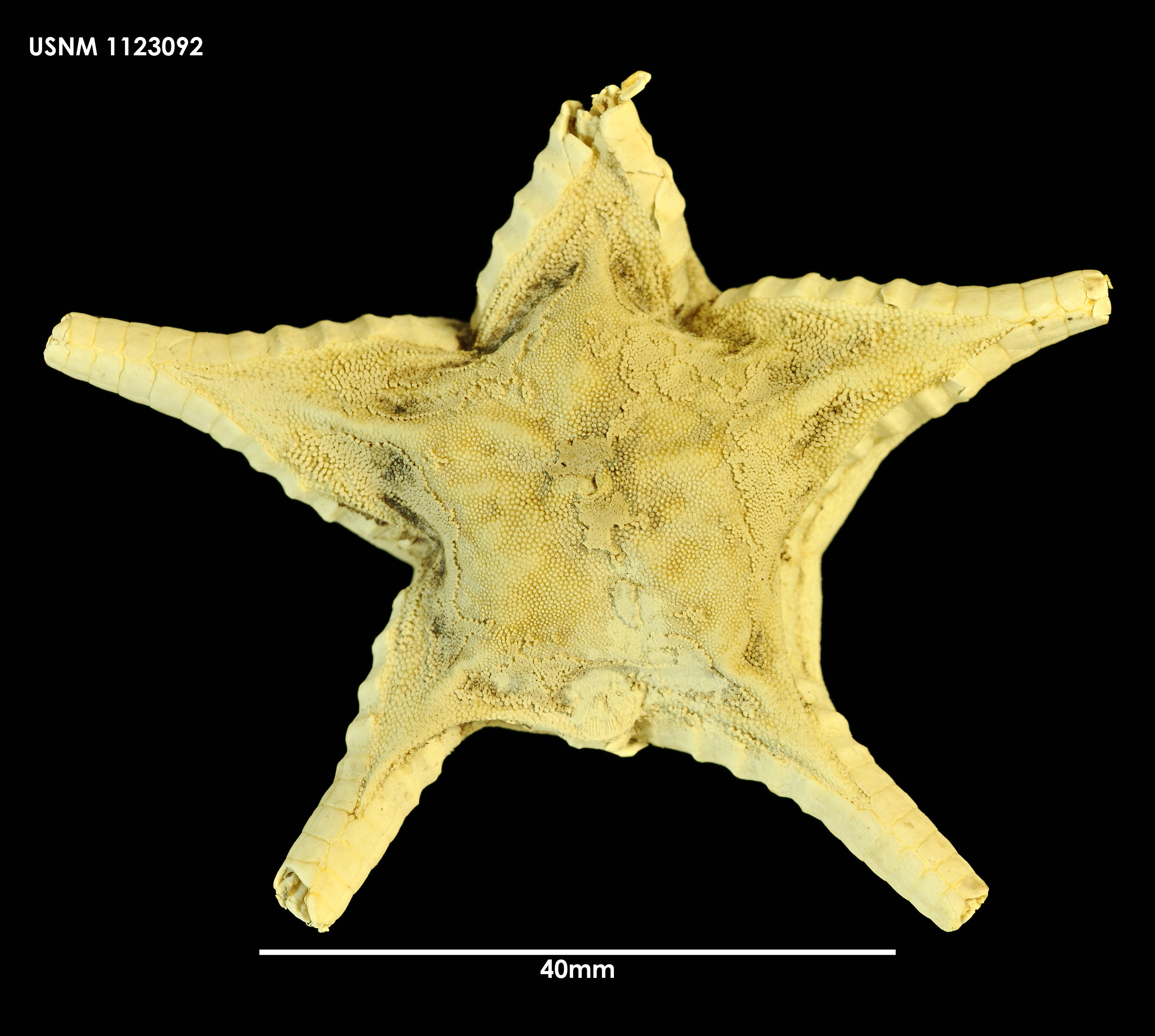
Hyphalaster inermis (USNM)
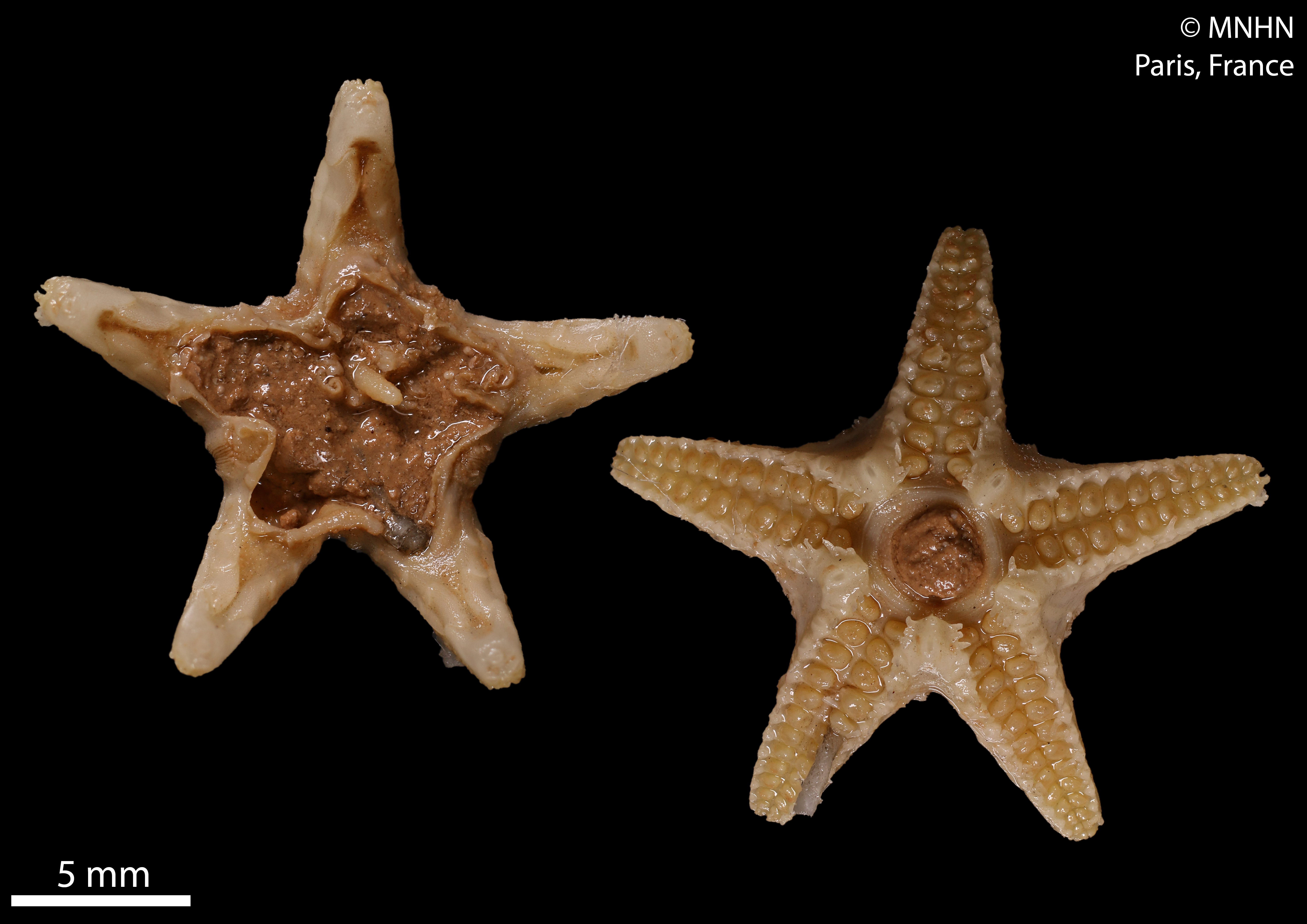
Porcellanaster ceruleus (MNHN)
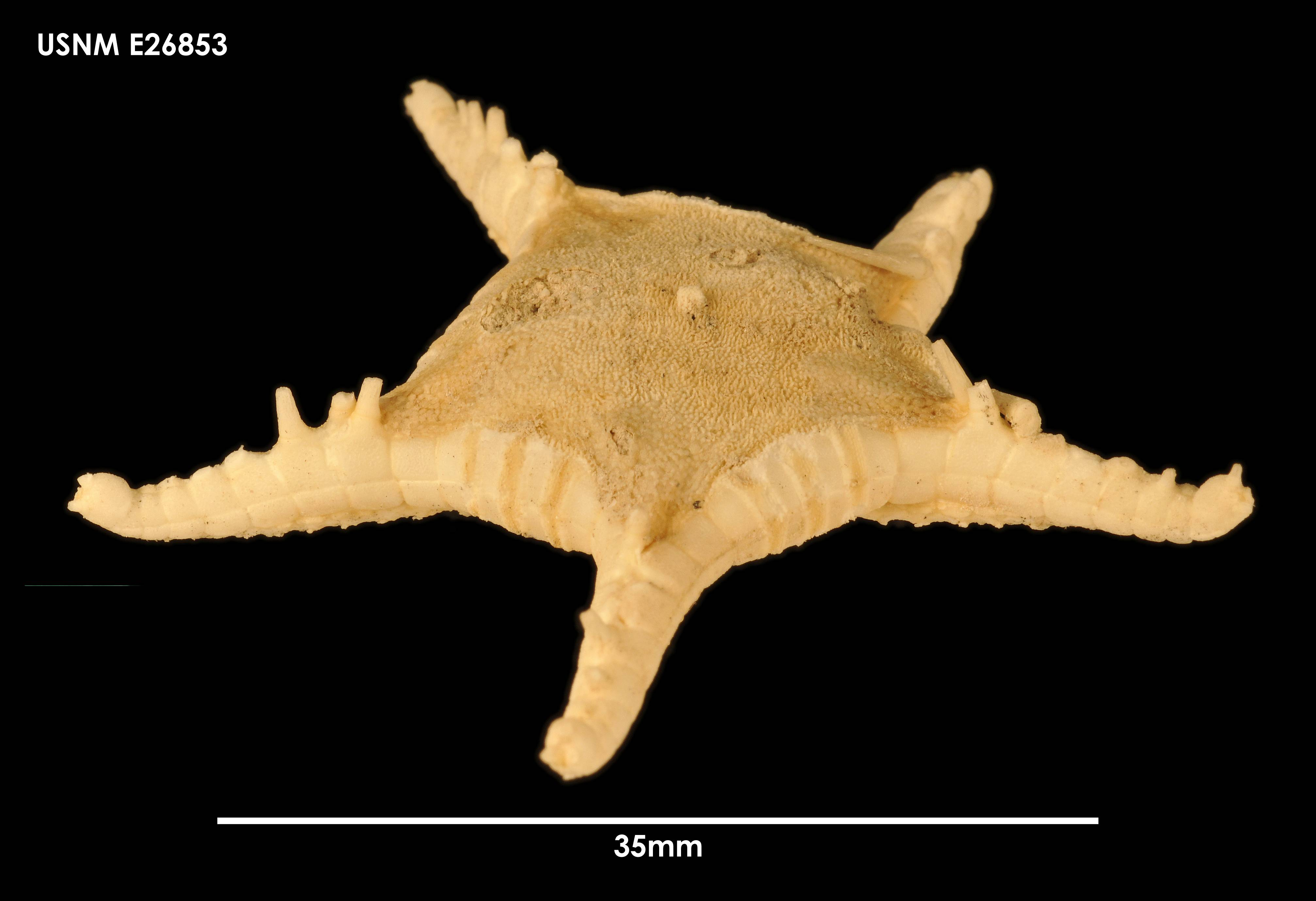
Styracaster armatus (USNM)
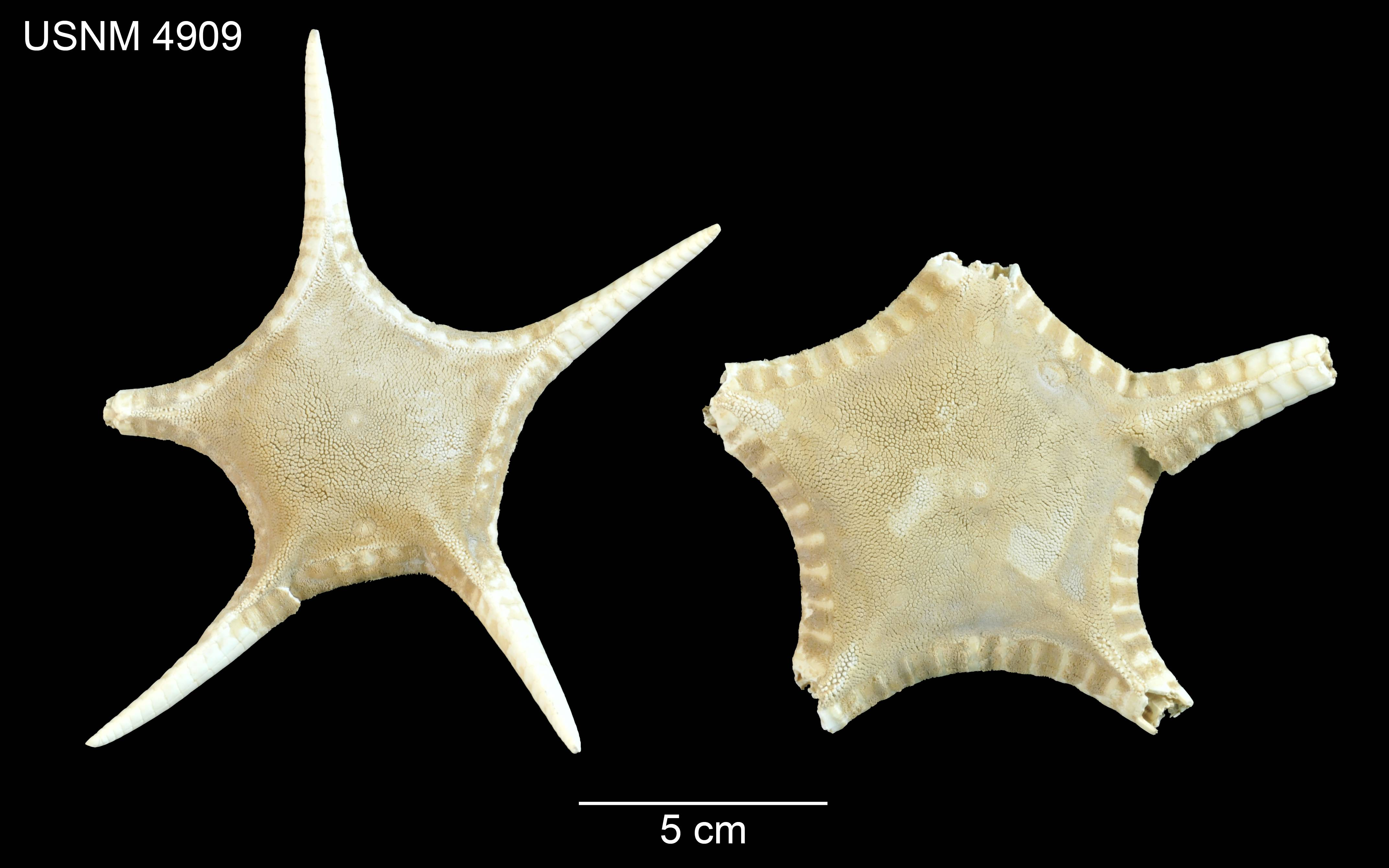
Thoracaster magnus (USNM)